# Deuterocohnia lorentziana
Espèce
Classification APG III (2009)
Synonymes
- Hepetis lorentziana Mez
- Pitcairnia lorentziana (Mez) Mez
- Abromeitiella lorentziana (Mez) A.Cast.

Deuterocohnia lorentziana est une espèce de plantes de la famille des Bromeliaceae, endémique d'Argentine et décrite en 1992.

## Synonymes
- Hepetis lorentziana Mez
- Pitcairnia lorentziana (Mez) Mez
- Abromeitiella lorentziana (Mez) A.Cast.

## Distribution
L'espèce est endémique du nord-ouest de l'Argentine.

## Description
Selon la classification de Raunkier, l'espèce est chamaephyte.

## Galerie

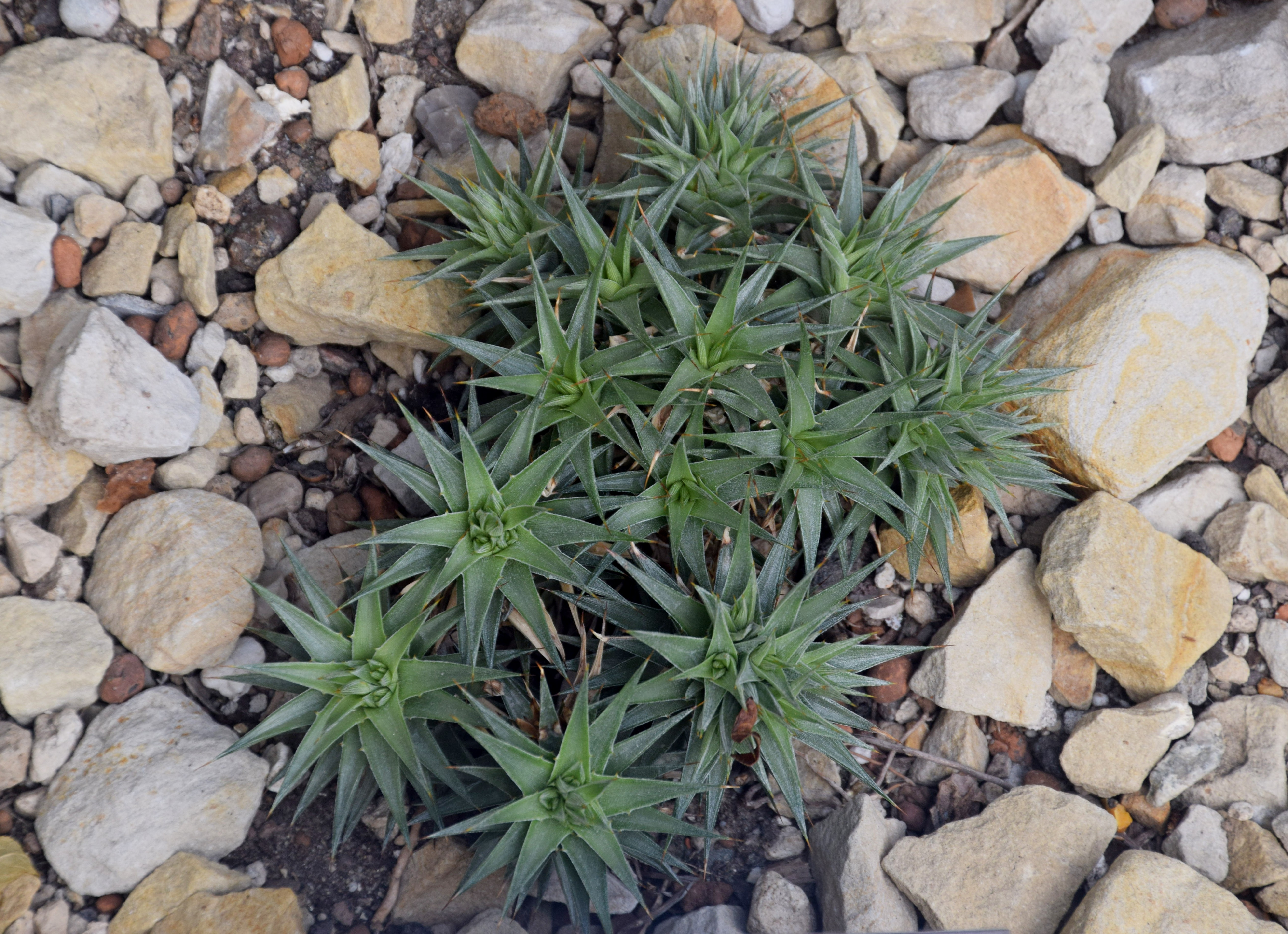
Spécimen au Tropengewächshäuser de Hambourg, Allemagne.
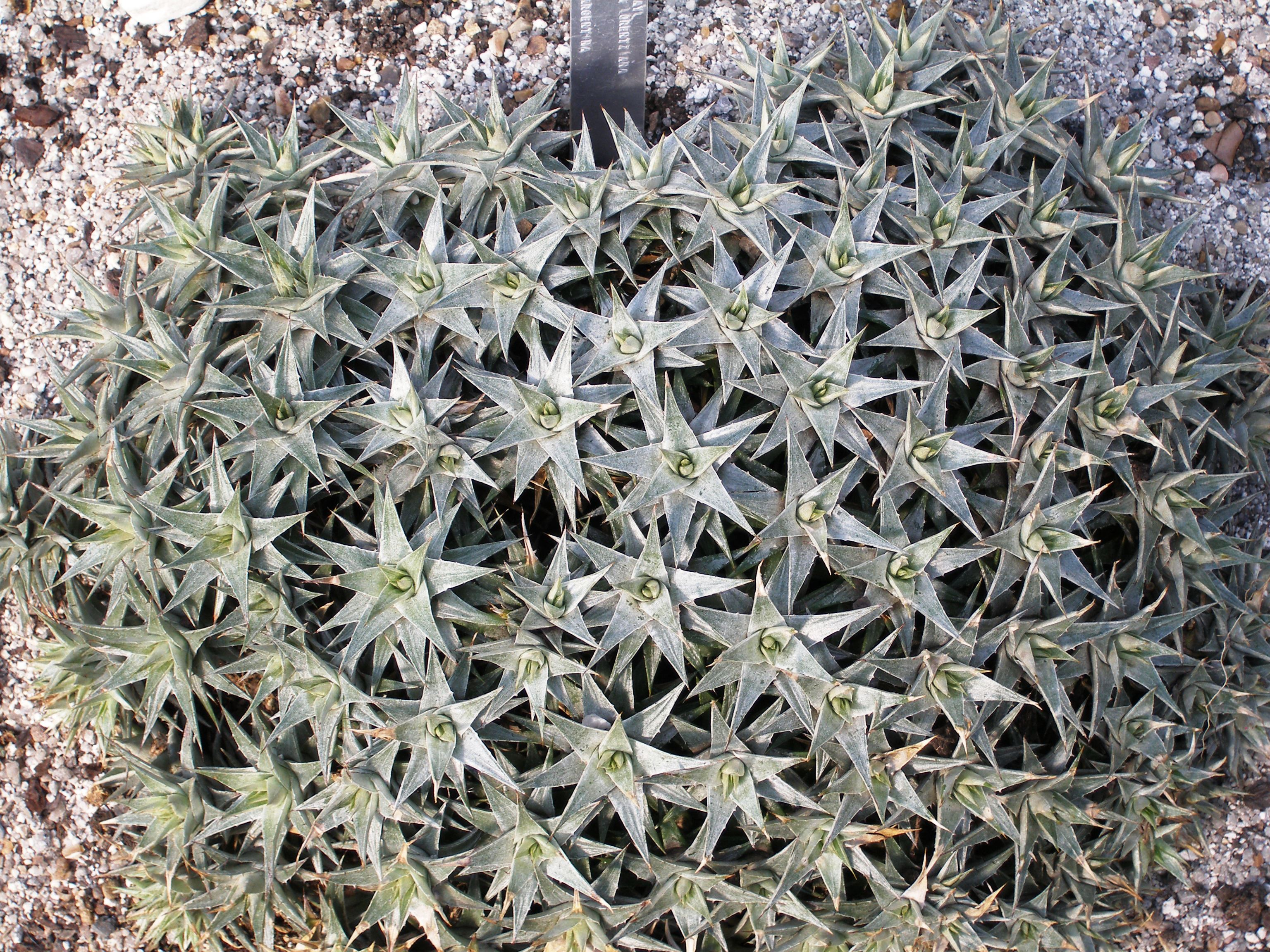
Spéciman aux Kew Gardens de Londres, Royaume-Uni.
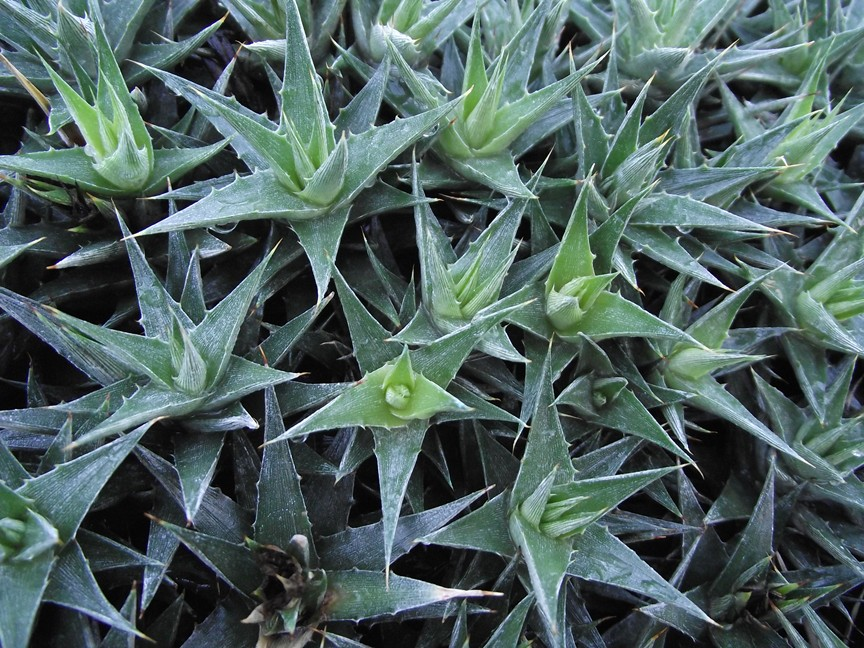
Spécimen au Volunteer Park Conservatory de Seattle, États-Unis.